# Варшавская конфедерация (1573)

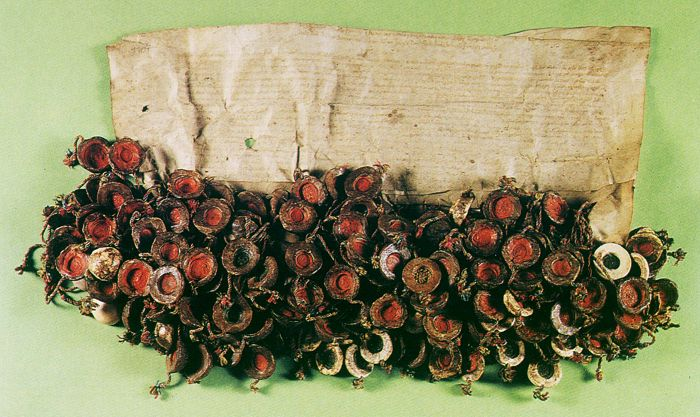
Оригинал Акта конфедерации

Варшавская конфедерация — конфедерация, созданная на первом конвокационном сейме, в Варшаве, 28 января 1573 года, с целью обеспечения религиозной терпимости в Речи Посполитой.
В других источниках конфедерация названа Варшавская генеральная конфедерация

## История
Акт Варшавской конфедерации считается первым подобным документом в Европе. Хотя акт и не предотвратил религиозные конфликты, но временно сделал Речь Посполитую намного более безопасным и толерантным местом, чем большая часть Европы, особенно во время Тридцатилетней войны.
В конфедерации приняли участие представители Великой и Малой Польши, Великого княжества Литовского, Киевского, Волынского, Подляшского, Русского воеводств, земель Прусской, Поморской, Жемайтской, Лифляндской и коронного города.
Варшавская конфедерация имела целью преодолеть проблемы, которые возникли после заключения Люблинской унии, согласно которой создавалось новое государство имевшее единого короля, сейм, деньги, налоги и единую внешнюю политику, но не имела общей церкви. На восточных землях преобладали православные, а на западе и севере Польши получил распространение местный протестантизм.
Варшавская конфедерация сыграла активную роль в защите религиозных свобод в Речи Посполитой, её участники обязались быть взаимно толерантными, хранить эту толерантность в последующих поколениях, быть солидарными в борьбе за свободу веры при любом правительстве, которое преследовало бы любую конфессию. Католические епископы не подписались под статьями Варшавской конфедерации, заявив, что Варшавская конфедерация «оскорбляет величие Бога, разрушает основы польской государственности, поскольку провозглашает свободу всем иноверцам, магометанам, иудеям, протестантам и другим схизматикам».
В 2003 году текст конфедерации был внесён в список ЮНЕСКО Память мира.